# 有間川駅
有間川駅（ありまがわえき）は、新潟県上越市大字有間川字平浜にある、えちごトキめき鉄道日本海ひすいラインの駅である。

## 歴史
1902年（明治35年）に北陸線敷設の測量が始まったのち、鉄道の到来が現実のものとなりつつあった時期には、長浜（谷浜）に停車場を設けることが既に決定しているとの情報が流れた。このため、有間川住民は駅の設置を鉄道当局に約束させるべく運動を展開したが、鉄道当局は「先行している長浜駅（仮称、のち谷浜駅として開業）と有間川は4kmと全国に例のない短区間であること」「駅を設置するために必要な土地の確保が難しいこと」の2点を挙げて難色を示した。
次に住民たちは陳情を行うが、これも功を奏することなく終わった。1944年（昭和19年）、最後の手段として住民は運輸通信省次官の長崎惣之助に面接陳情したが、当時は太平洋戦争（大東亜戦争）のさなかであり、また長崎も駅設置の陳情などに応える余裕がなかったこともあって結局、駅の設置は実現しなかった。
戦後、周辺の村の協力も得て行われた長年にわたる陳情の熱意が通じ、新潟鉄道局の正式な認可を得たことから、1946年（昭和21年）に仮乗降場として開業、翌年には正式な駅に昇格した。
往時の営業実績の一例として、1961年（昭和36年）における営業実績は、1年間の乗客数は112,195人、降客数109,302人、旅客収入3,150,217円、貨物収入2,700,155円と記録されている。
1969年（昭和44年）、当時の国鉄は厳しい世論にさらされていたこともあり、北陸本線の複線電化事業が完成した段階で徹底した合理化を行うこととなったが、駅業務も対象となったため、沿線住民は首長を先頭に反対運動を起こした。また、国鉄労働組合もこれに呼応して立ち上がるなど大きな社会問題へと発展していったが、結局1970年（昭和45年）に無人駅となった。

### 年表
- 1946年（昭和21年）9月1日：国鉄北陸本線の名立駅 - 谷浜駅間に有間川仮乗降場として開業[5]。
- 1947年（昭和22年）7月1日：駅に昇格、有間川駅（旅客駅）として開業[3]。
- 1970年（昭和45年）4月13日：荷物取扱を廃止[6]。同時に無人駅化[7][8]。
- 1987年（昭和62年）4月1日：国鉄分割民営化により西日本旅客鉄道（JR西日本）の駅となる[9]。
- 2015年（平成27年）3月14日：北陸新幹線・長野駅 - 金沢駅間延伸開業に伴いえちごトキめき鉄道へ移管。

### JR西日本時代
えちごトキめき鉄道への移管直前まで糸魚川地域鉄道部管理の無人駅で、JR西日本管内の駅で最も北に位置する駅（隣の谷浜駅は同社管内の駅で最も東に位置する駅となっていた）であった。移管後のJR西日本管内の駅で最も北に位置する駅は七尾線和倉温泉駅である。

## 駅構造
相対式ホーム2面2線を有する地上駅。分岐器や絶対信号機を持たないため、停留所に分類される。駅舎に接するホームに直江津方面の列車が発着し、反対側のホームには富山方面の列車が発着する。跨線橋はなく2つのホームは直江津方にある構内踏切（警報機・遮断機つき）で連絡している。
えちごトキめき鉄道への移管後も、引き続き無人駅である。駅舎は開業時からの木造平屋建てである。
ホームには駅舎のほかに構内踏切から直接外に出るものや富山方面ホームから直接駅舎とは反対側に出るものなど多数の出入口がある。
ホームは国鉄北陸本線複線化の際、海岸沿いに作られた。現在の駅からは、日本海とは国道を隔てて少し離れているが、駅施設は比較的高い位置にあり、駅舎出口から望むことができる。

### のりば
| ホーム | 路線                | 方向 | 行先           |
| ------ | ------------------- | ---- | -------------- |
| 駅舎側 | ■日本海ひすいライン | 下り | 直江津方面     |
| 反対側 | ■日本海ひすいライン | 上り | 富山・金沢方面 |

- 案内上ののりば番号は設定されていない（のりば番号標はなく、駅掲示時刻表にも番号は記載されていない）。
- 接近表示器から流れるメロディは、糸魚川・泊方面が『メリーさんの羊』、直江津方面に『かっこう』が使用されている。

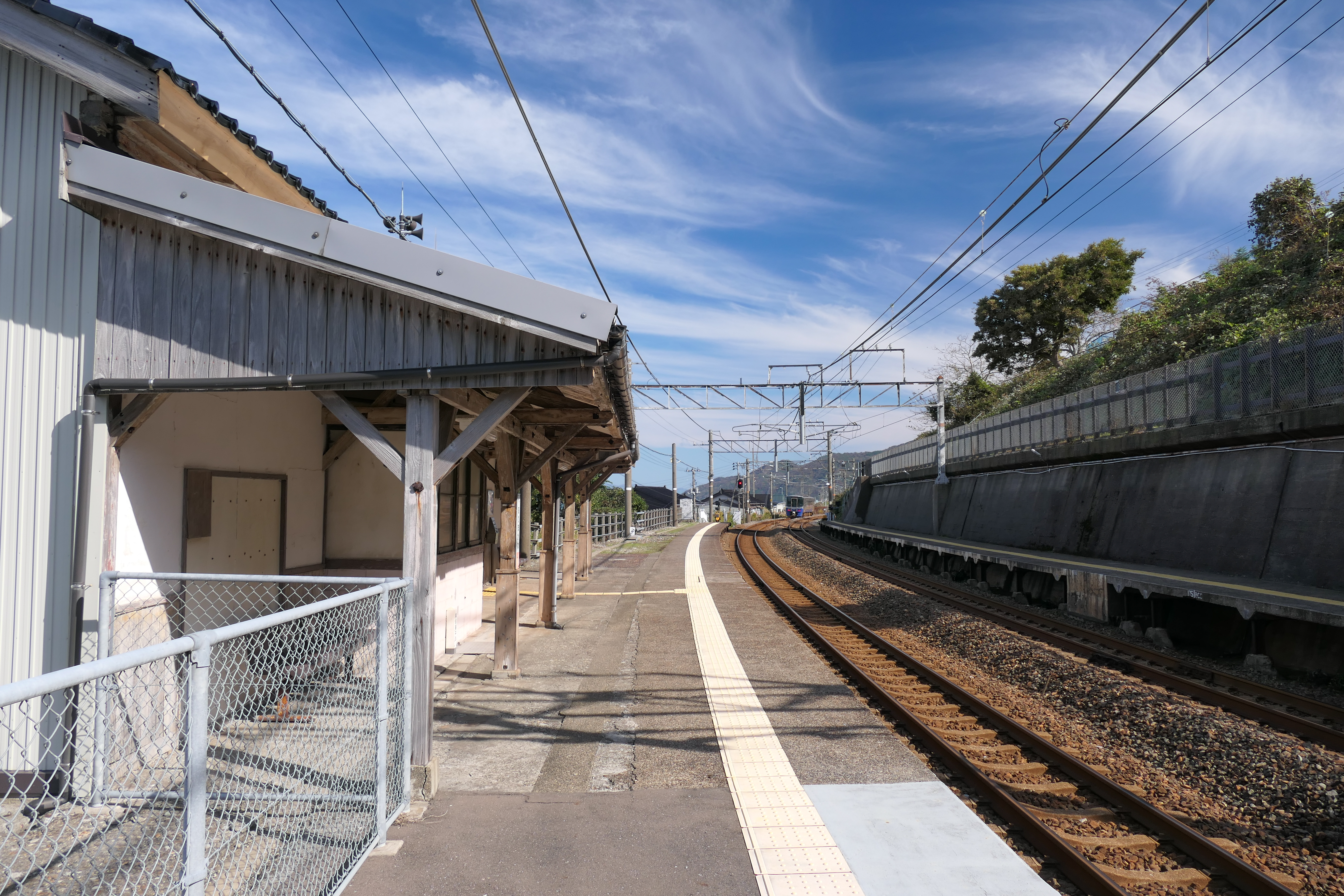
ホーム（2021年10月）
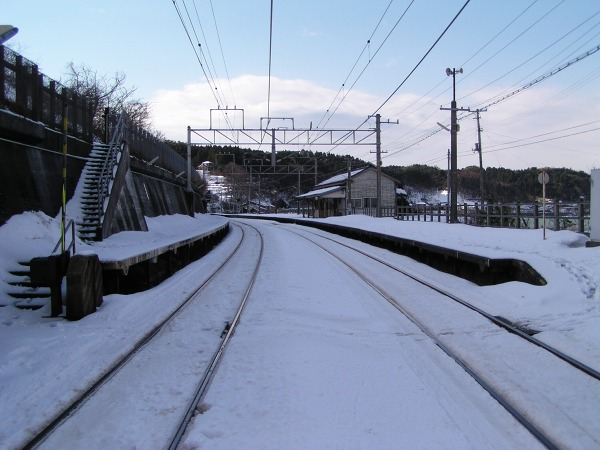
各所に設けられた出入口（2005年12月）

## 利用状況
2023年（令和5年）度の1日平均乗車人員は6人である。
近年の1日平均乗車人員は以下の通りである。
| 年度   | 1日平均 乗車人員 |
| ------ | ---------------- |
| 2003年 | 52               |
| 2004年 | 41               |
| 2005年 | 50               |
| 2006年 | 48               |
| 2007年 | 43               |
| 2008年 | 37               |
| 2009年 | 29               |
| 2010年 | 29               |
| 2011年 | 33               |
| 2012年 | 34               |
| 2013年 | 37               |
| 2014年 | 27               |
| 2015年 | 23               |
| 2016年 | 16               |
| 2017年 | 15               |
| 2018年 | 11               |
| 2019年 | 13               |
| 2020年 | 12               |
| 2021年 | 11               |
| 2022年 | 7                |
| 2023年 | 6                |

## 駅周辺
上越市有間川にある駅で、有間川漁港も近い。直江津方面ホームのあちこちにある出入口から、坂を下って海側を走る国道8号に出ることができる。
- 有間川漁港
- くわどり湯ったり村（桑取温泉） - 駅から桑取川に沿って約8km上った所にある。
- 上越市立潮陵中学校
- 上越市立谷浜小学校
- 国道8号

### バス路線
「有間川駅前」停留所にて、頸城自動車の路線バスが発着する。
- 31系統（名立線）
  - コミュニティプラザ前 / 労災病院前
- 32系統（能生線）
  - 能生案内所 / 労災病院前

## 隣の駅
えちごトキめき鉄道
■日本海ひすいライン
名立駅 - 有間川駅 - 谷浜駅